# Spatialisation
Ne doit pas être confondu avec spatialisation sonore.
 (juin 2025).
Si vous disposez d'ouvrages ou d'articles de référence ou si vous connaissez des sites web de qualité traitant du thème abordé ici, merci de compléter l'article en donnant les références utiles à sa vérifiabilité et en les liant à la section « Notes et références ».
La spatialisation, dans le domaine de l'astronautique, est l'action de spatialiser, c’est-à-dire d'envoyer dans l'espace.
Le terme correspondant en anglais est sending up in space.
Un matériel embarqué dans un engin spatial est qualifié de spatioporté (spaceborne en anglais).
En géographie, la spatialisation consiste à envisager l'étude d'un phénomène sous l'angle de son rapport à l'espace. L'espace étant ici entendu comme l'espace géographique (soit l'étendue) et non l'espace en tant que partie de l'univers située au-delà de l'atmosphère.

## Référence
Droit français : arrêté du 20 février 1995 relatif à la terminologie des sciences et techniques spatiales.